# Somonauk (Illinois)
Somonauk – wieś w Stanach Zjednoczonych, w stanie Illinois, w hrabstwie LaSalle.